# جرمی ماواتو
جرمی ماواتو (انگلیسی: Jérémy Mawatu؛ زادهٔ ۱۲ اوت ۱۹۹۷) بازیکن فوتبال اهل فرانسه است.
از باشگاه‌هایی که در آن بازی کرده‌است می‌توان به باشگاه فوتبال اوسر اشاره کرد.